# Carlos Marighella
Carlos Marighella (Salvador, 5 dicembre 1911 – San Paolo, 4 novembre 1969) è stato un politico, guerrigliero, scrittore e rivoluzionario brasiliano, che venne assassinato durante la dittatura militare brasiliana.
È noto per il suo libro Piccolo manuale della guerriglia urbana (Minimanual do Guerrilheiro Urbano, 1969), compendio di tattiche e strategie di guerriglia rivoluzionaria in contesti urbani per l'abbattimento di un regime autoritario.

## Biografia

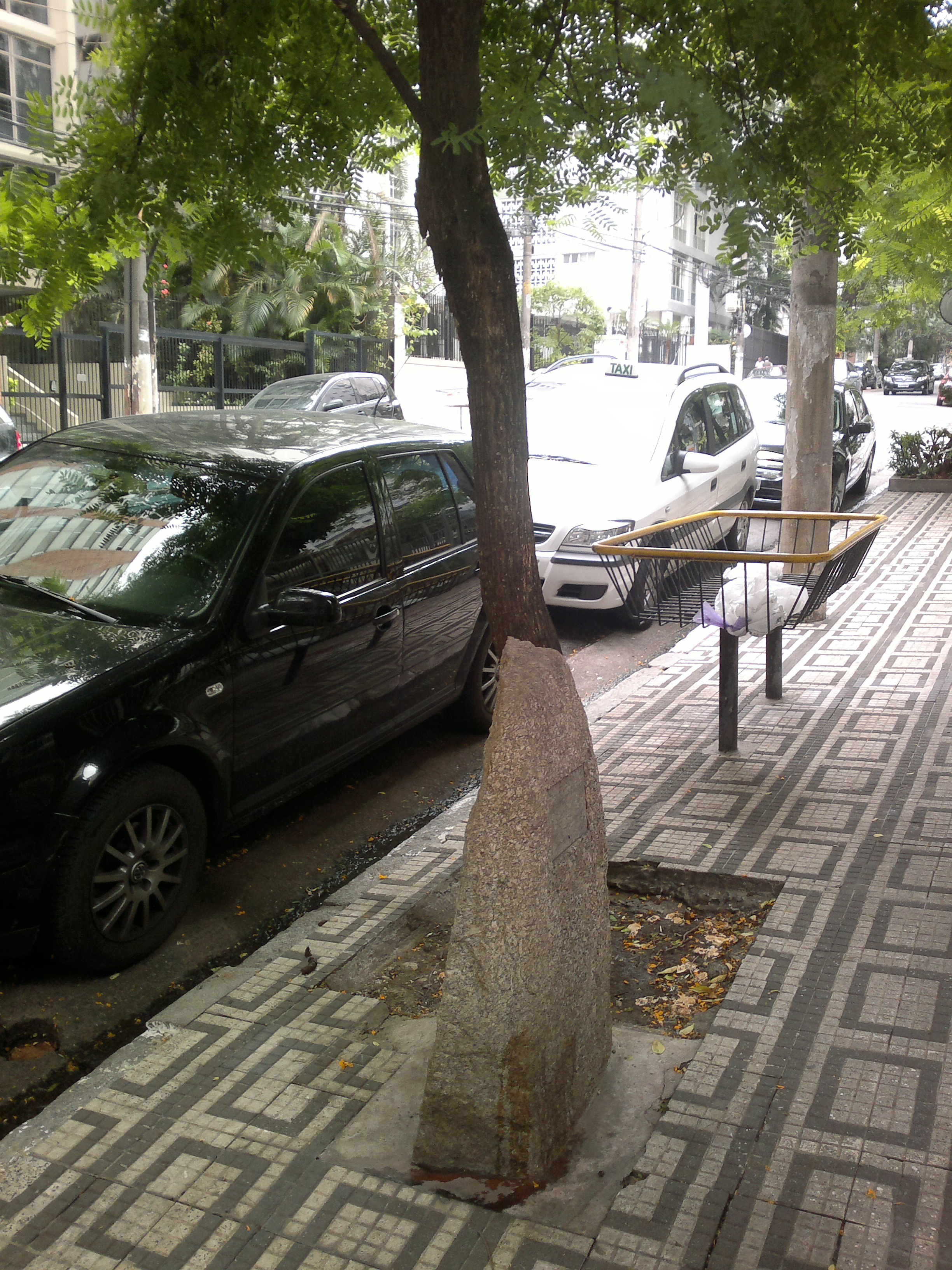
Lapide posta a San Paolo nel luogo dell'uccisione di Carlos Marighella.

Carlos Marighella nacque a Salvador, nello Stato brasiliano di Bahia, il 5 dicembre del 1911, figlio di Augusto Marighella, un operaio italiano originario dell'Emilia, e di Maria Rita do Nascimento, un'afro-brasiliana, discendente di schiavi di etnia hausa. Nel 1934, lasciò l'Istituto Politecnico di Bahia, dove stava studiando ingegneria civile, per entrare nel Partito Comunista Brasiliano (PCB), a seguito di cui si trasferì a Rio de Janeiro.
Fu incarcerato la prima volta nel 1932, per aver scritto una poesia che criticava il governatore di Bahia Juracy Magalhães. Venne incarcerato una seconda volta nel 1936 con l'accusa di sovversione durante la dittatura di Getúlio Vargas, durante cui fu torturato dalla polizia politica guidata da Filinto Müller. Rimase in carcere per un anno e riottenne la libertà grazie ad un provvedimento del ministro della giustizia José Carlos de Macedo Soares, che ordinava il rilascio dei detenuti politici imprigionati arbitrariamente. Poco dopo entrò in clandestinità, venendo di nuovo imprigionato dal 1939 al 1945, quando venne infine liberato in seguito a un'amnistia.
Eletto deputato federale del PCB nel 1946, decadde due anni dopo per la messa al bando del Partito Comunista. Negli anni seguenti continuò ad avere ruoli nel Partito Comunista clandestino. Tra il 1953 ed il 1954, su invito del Comitato centrale del Partito Comunista Cinese, ebbe modo di visitare la Cina, dove venne a contatto con gli effetti della Rivoluzione comunista cinese. Nel marzo del 1964 partecipò alla cosiddetta Revolta dos Marinheiros, una delle numerose manifestazioni di protesta svoltesi durante il governo di João Goulart. Nel maggio del 1964, dopo il colpo di Stato militare, fu nuovamente arrestato da agenti della polizia politica e rilasciato l'anno seguente. Nel 1966 scrisse il libro La crisi brasiliana (A Crise Brasileira), che si allontanava dalla linea del Partito Comunista Brasiliano per abbracciare la lotta armata contro la dittatura militare. Nell'agosto del 1967 si recò a L'Avana alla conferenza dell'Organización Latinoamericana de Solidaridad (OLAS), in disaccordo con il partito. Durante la sua permanenza a Cuba, redasse Algumas Questões Sobre a Guerrilha no Brasil, dedicato alla memoria di Che Guevara e pubblicato nel 1968 sul Jornal do Brasil. Nel 1967 venne espulso dal PCB e nel febbraio del 1968 fondò il gruppo armato Ação Libertadora Nacional (ALN). La prima azione eclatante compiuta da tale gruppo fu il rapimento, nel settembre del 1969, dell'ambasciatore statunitense Charles Burke Elbrick, in un'operazione condotta insieme con il Movimento Revolucionário 8 de Outubro (MR-8).
In quell'anno Marighella scrisse il Piccolo manuale della guerriglia urbana, che fu tradotto in varie lingue ed ebbe vasta diffusione all'interno di gruppi insurrezionalisti americani ed europei (The Weathermen, Irish Republican Army, Organizzazione 17 novembre, ETA, Brigate Rosse, Rote Armee Fraktion).
Dopo una serie di rapine e rapimenti, la polizia si mise sulle sue tracce e lo uccise in un agguato il 4 novembre del 1969, alle otto di mattina, al numero 806 di Alameda Casa Branca, a San Paolo. L'operazione fu condotta dal Departamento de Ordem Política e Social e coordinata da Sérgio Paranhos Fleury.
Nel 1996, il Ministero della Giustizia riconobbe ufficialmente la responsabilità dello Stato brasiliano per la sua morte e, il 7 marzo del 2008, venne attribuita alla sua compagna Clara Charf una pensione vitalizia da parte del governo brasiliano. Nel 2012, in seguito alle raccomandazioni della Comissão Nacional da Verdade, istituita per investigare le violazioni dei diritti umani attribuibili all'azione repressiva dello Stato, avvenute in Brasile tra il 1946 ed il 1988, il ministro della giustizia José Eduardo Cardozo amnistiò ufficialmente Marighella.

## Nella cultura di massa
- Nel 2019 è uscita la sua biografia cinematografica, Marighella, diretta da Wagner Moura.
- La sua figura è presente anche in un altro film brasiliano, Batismo de sangue, realizzato nel 2007 e diretto da Helvécio Ratton.